# Kleines Granatauge
Das Kleine Granatauge (Erythromma viridulum) gehört zur Familie der Schlanklibellen (Coenagrionidae). Es gilt als mediterranes Faunenelement und fliegt in Mitteleuropa von Juni bis September, also im Durchschnitt etwas später als das mehr nördlich verbreitete Große Granatauge (Erythromma najas), mit dem es aber auch vergesellschaftet vorkommen kann.

## Merkmale

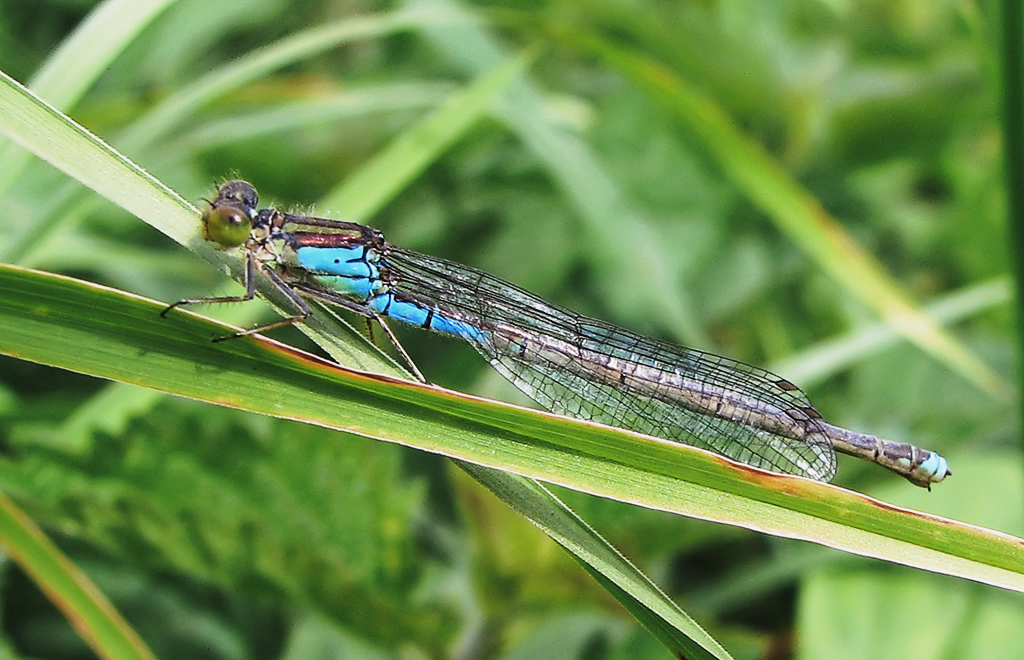
Weibchen mit recht intensiver Blaufärbung der Thoraxseiten

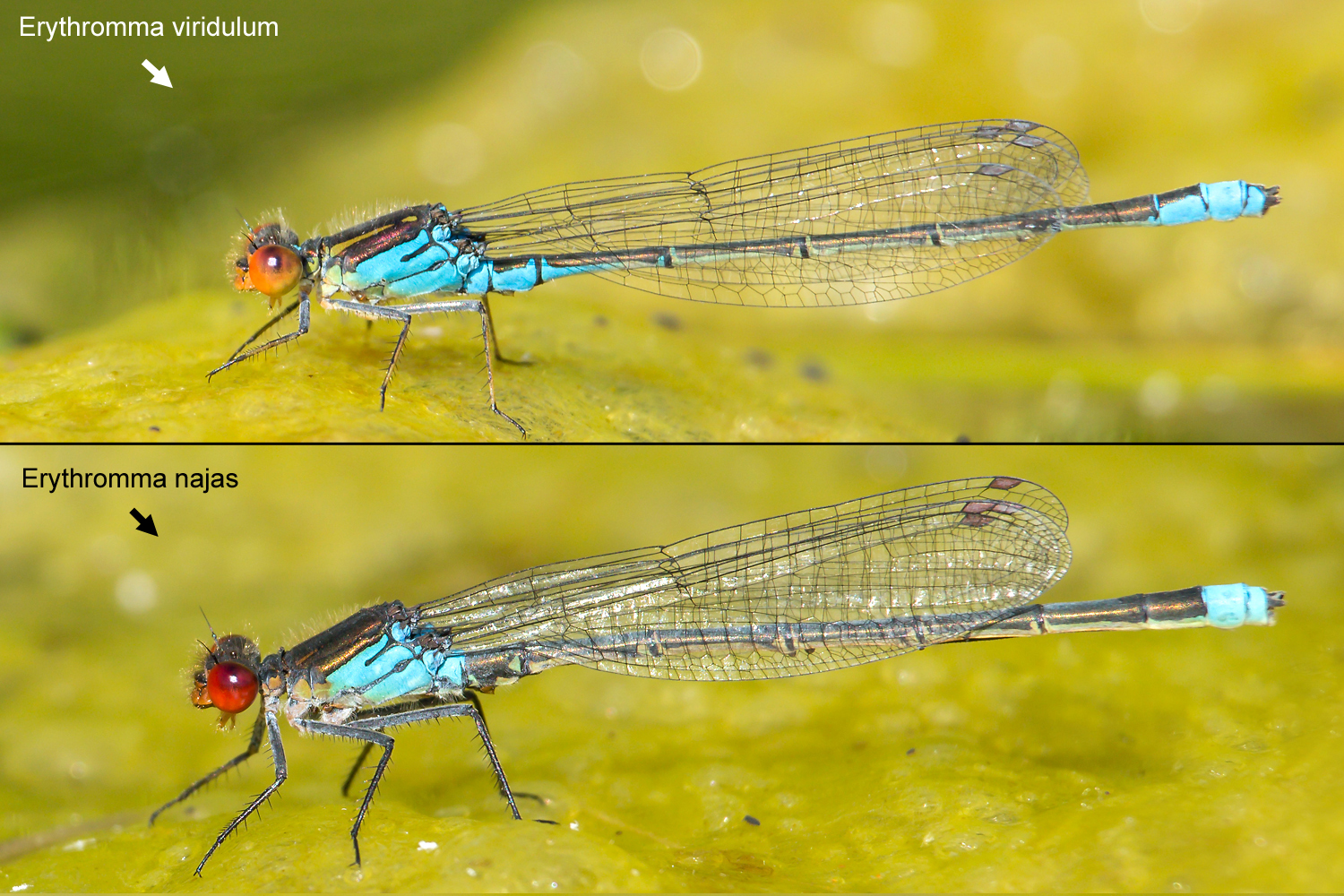
Vergleich der Männchen des Kleinen (oben) und des Großen Granatauges

Die Art ist dem Großen Granatauge sehr ähnlich. Gegenüber diesem ist Erythromma viridulum mit etwa 30 Millimetern ungefähr fünf Millimeter kürzer, was aber nicht sonderlich ins Auge fällt. Zu unterscheiden sind die Männchen vielmehr anhand der oberseitigen Zeichnung auf dem zehnten (letzten) Hinterleibssegment in Form eines schwarzen „X“. Des Weiteren sind die Seiten des zweiten und achten Hinterleibssegmentes beim Kleinen Granatauge blau. Häufiger ist außerdem zu beobachten, dass sitzende Männchen das Abdomen etwas nach oben biegen, was bei Erythromma najas nicht der Fall ist. Beim Weibchen sind die Abdomensegmente vier bis acht gelbgrün, während die Segmente davor und dahinter blaugrün gefärbt sind. Dem hinteren Rand des Prothorax der Weibchen fehlen die für die andere Art typischen Ausbuchtungen. Die Facettenaugen der Männchen von Erythromma viridulum sind von roter Farbe, die der Weibchen sind oben braun, unten grünlichgelb.

## Verbreitung und Lebensweise

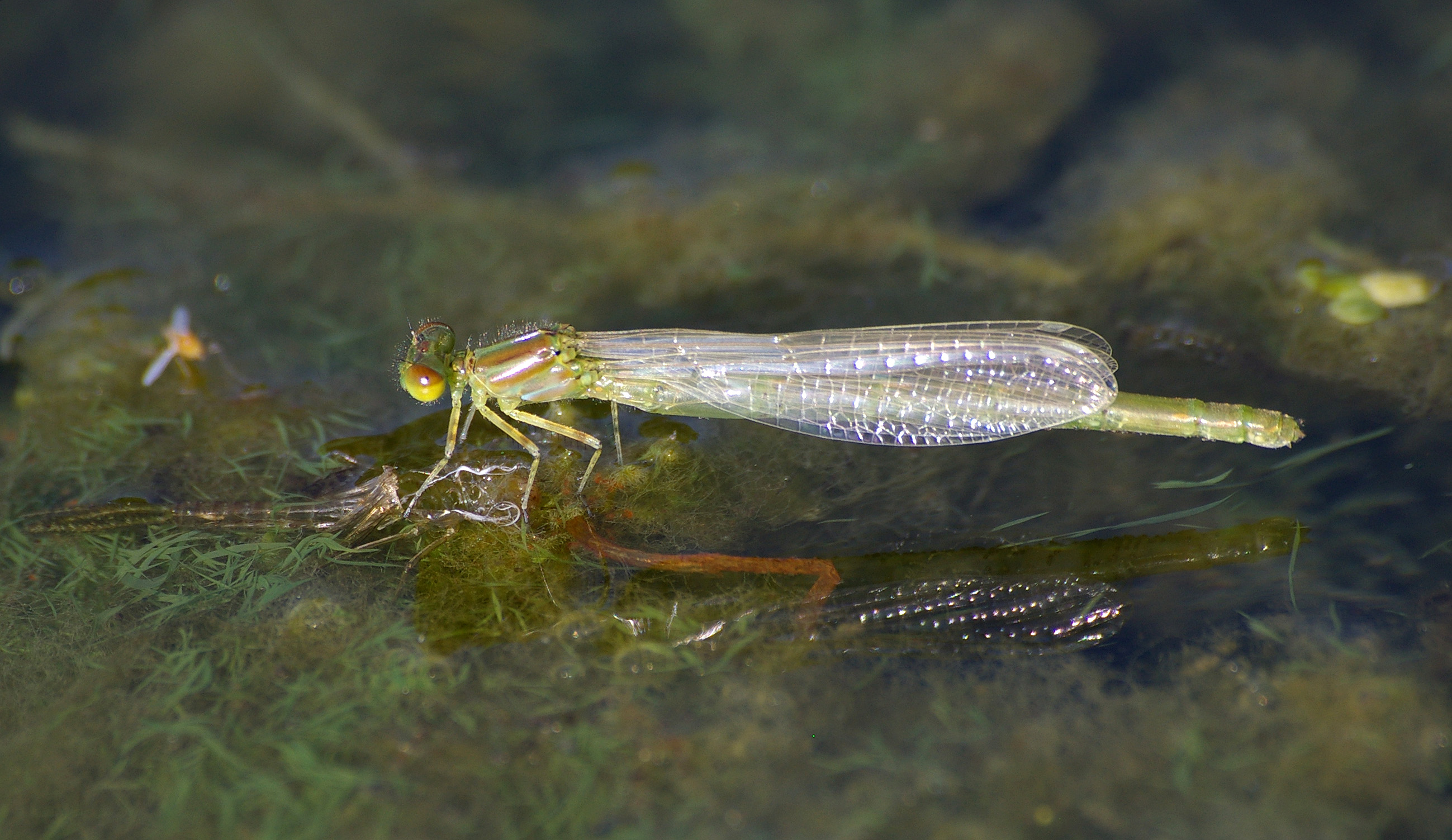
Soeben geschlüpftes, noch unausgefärbtes Weibchen des Kleinen Granatauges auf treibenden Algen

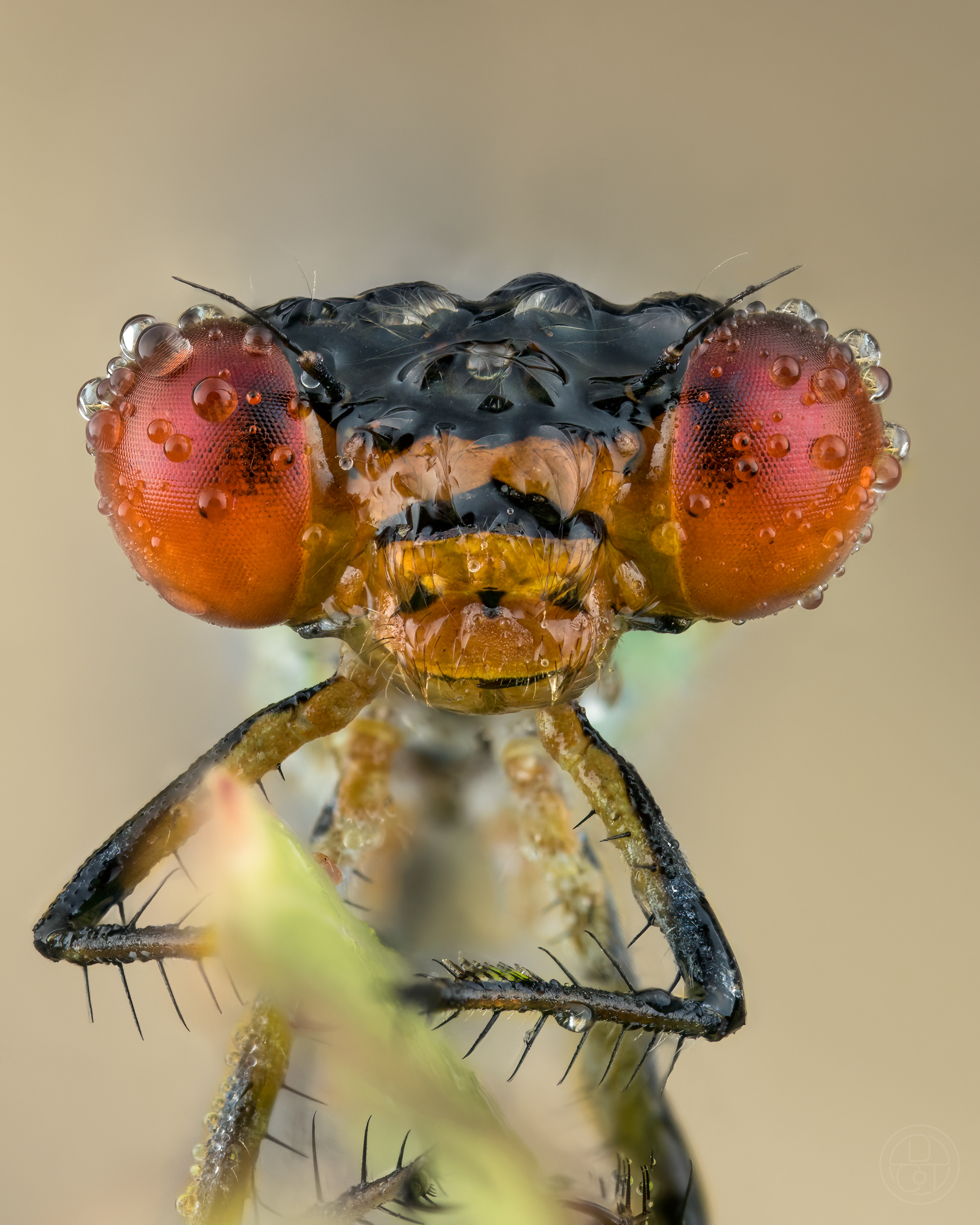
Porträt eines Granatauges (Erythromma viridulum)

Das Kleine Granatauge ist eine holomediterrane, wärmeliebende Art. Eine Ausbreitung und Bestandszunahme in Verbindung mit dem Klimawandel ist für einige Libellenarten zu verzeichnen, auch für das Kleine Granatauge. So wird diese Art  nicht mehr in der Roten Liste Deutschlands geführt. Wie alle einheimischen Libellen ist die Art dennoch durch die Bundesartenschutzverordnung „besonders geschützt“.
Das Kleine Granatauge hält sich nahezu vollständig in der Tauchblattzone auf, d. h. nahe über der offenen Wasserfläche von stehenden oder langsam durchströmten Gewässern mit Schwimmblattvegetation (beispielsweise Gelbe Teichrose) oder an die Oberfläche kommenden Tauchblattpflanzen, und ist nur selten in der Ufervegetation anzutreffen. Die Eiablage erfolgt in „Tandemformation“ in schwimmende Pflanzenteile, etwa Sprosse von Rauem Hornblatt (Ceratophyllum demersum), Tausendblatt (Myriophyllum spp.) oder auch Laichkraut (Potamogeton spp.).
Die Larven klettern zum Schlüpfen nicht wie andere Schlanklibellen an senkrechten Pflanzenteilen aus dem Wasser empor. Vielmehr suchen sie dazu auf der Wasseroberfläche schwimmende Blätter oder flottierende Algenwatten auf.